# ديفيد لانغ (لاعب كرة قدم أمريكية)
ديفيد لانغ (بالإنجليزية: David Lang) هو لاعب كرة قدم أمريكية أمريكي، ولد في 28 مارس 1967 في لوما ليندا في الولايات المتحدة، وتوفي في 21 مايو 2005 في ستون ماونتن في الولايات المتحدة.

## وصلات خارجية
- ديفيد لانغ على موقع مرجع كرة القدم المحترفة.كوم (الإنجليزية)